# 本町信号場
本町信号場（ほんちょうしんごうじょう）は、東京都小平市上水本町五丁目（国分寺駅-一橋学園駅間）にあった西武鉄道多摩湖線の信号場。

## 概要
1966年（昭和41年）に小平学園駅と一橋大学駅が統合されて「一橋学園駅」となった際、国分寺駅 - 一橋学園駅間で朝夕のラッシュ時に一駅のみの区間列車が設定されるようになり、列車交換場所が必要になったことから設置された、単線区間行き違い形の信号場となっており、8両（営業された列車としては4両）編成に対応する本線1線・待避線1線の計2線と信号場の国分寺寄り・萩山寄りに安全側線が設置されていた。
上記のような理由で新設された信号場のため、朝夕ラッシュ時には列車交換に利用されるが、日中は列車交換を一橋学園駅で行ってほぼ全列車が通過していた（野球臨時ダイヤが組まれたときには、増発列車の交換に使用されたこともあった）。
2013年（平成25年）3月16日のダイヤ改正で一橋学園駅発着の区間列車が消滅したため、列車交換が行われることが無くなり、信号場は休止され、待避線路も撤去された。

## 歴史
- 1966年（昭和41年）7月1日：開業。
- 2012年（平成24年）4月25日：下り列車で客用扉誤開扉のインシデント発生[3]。死傷者はなし。

## 周辺
ルネサス エレクトロニクス武蔵事業所前付近に相当し、周囲は住宅地、市街化地域農地に挟まれている。
信号場に並行する道路には、西武バスが国分寺駅北入口（多摩湖線国分寺駅ホーム脇にある折返場）から一橋学園駅を経て小平駅・新小平駅方面の路線を運行しており、ルネサス エレクトロニクス武蔵事業所前にはバスロータリーも設置されている（ここから国分寺駅方向へ折り返す便もある）。また、事業所隣接地にはサミット小平上水本町店とコーナン小平店がある。

## 隣の駅
西武鉄道
 多摩湖線
国分寺駅 (ST01) - （本町信号場） - 一橋学園駅  (ST02)